# Laelia somalica
Laelia somalica är en fjärilsart som beskrevs av Collenette. Laelia somalica ingår i släktet Laelia och familjen tofsspinnare. Inga underarter finns listade i Catalogue of Life.